# Isabella av Mallorca
Isabella av Mallorca, född 1337, död 1406, var regerande titulärdrottning av Mallorca mellan 1375 och 1406. Hon var även markisinna av Montferrant 1358–1372 som gift med Giovanni II Paleologo.

## Biografi
Isabella var dotter till kung Jakob III av Mallorca och Constantia av Aragonien. År 1343 erövrades kungariket Mallorca av hennes fars kusin Peter IV av Aragonien sedan hennes far vägrat svära Peter trohetsed, och familjen tvingades fly från Mallorca till Frankrike. Hennes mor avled året därpå. År 1349 föll hennes far i strid i slaget vid Llucmajor mot Peter IV efter ett försök att återta Mallorca. Hon, hennes bror och styvmor tillfångatogs alla av Peter IV och fängslades i Aragonien: hon och hennes styvmor i ett kloster, och hennes bror, den nya titulärkungen av Mallorca, i en bur i Barcelona.
Isabellas styvmor frigavs 1358, efter nio års fångenskap, och lyckades utverka även Isabellas frigivning, på villkor att hon avsvor sig sin arvsrätt till Mallorca. Isabella återvände därefter med sin styvmor till Frankrike. Samma år, 1358, gifte sig Isabella med markisen av Montferrant, Giovanni II Paleologo. Äktenskapet hade arrangerats av hennes styvmor. Paret fick fem barn. Äktenskapet var kontroversiellt och orsakade en brytning mellan hennes make och kejsaren.
År 1362 lyckades hennes bror fly från Aragonien, gifte sig med drottning Johanna I av Neapel och gjorde anspråk på Mallorca genom att utropa sig till kung Jakob IV av Mallorca. Med hjälp av kungariket Neapel bedrev han krig mot Aragonien. Isabella uppges ha stått nära sin bror och delat hans ambitioner att återerövra Mallorca från Aragonien. Hon uppges ha följt med honom på hans krigståg mot Kastilien, där han 1367 togs tillfånga. Med hjälp av sin svägerska lyckades hon friköpa honom ur fångenskapen 1370. Isabella blev änka 1372. Jakob IV avled 1375, enligt uppgift i sin syster Isabellas armar.
Efter sin barnlösa brors död övertog Isabella arvsrätten till tronen i Mallorca, och lät utropa sig till regerande titulärdrottning av Mallorca och gjorde anspråk på Mallorca från Aragonien. För att få hjälp att återerövra Mallorca erbjöd hon Ludvig I av Anjou att bli hennes medregent om han erövrade Mallorca åt henne. Han avböjde dock förslaget till förmån för att bli arvinge åt Johanna I av Neapel istället. Isabella kunde inte säkra något stöd för sina återerövringsplaner av Mallorca och tvingades ge upp. Hon sålde sin arvsrätt till Mallorca till Ludvig I av Anjou i utbyte mot en pension och ett slott i Frankrike, där hon bosatte sig. Hon gifte 1375 om sig med Konrad von Reischach.